# 羅迪·道伊爾
羅迪·道伊爾（英語：Roddy Doyle, 1958年5月8日—）是一位愛爾蘭小說家，劇作家和編劇。

## 生平
道伊爾是9部成人小說，7部兒童小說，7本戲劇和電影劇本和許多短篇小說的作者。

## 荣誉
他以《童年往事》獲得1993年布克獎。

## 作品
- 《童年往事》（Paddy Clarke Ha Ha Ha）